# ورزشگاه استیونز

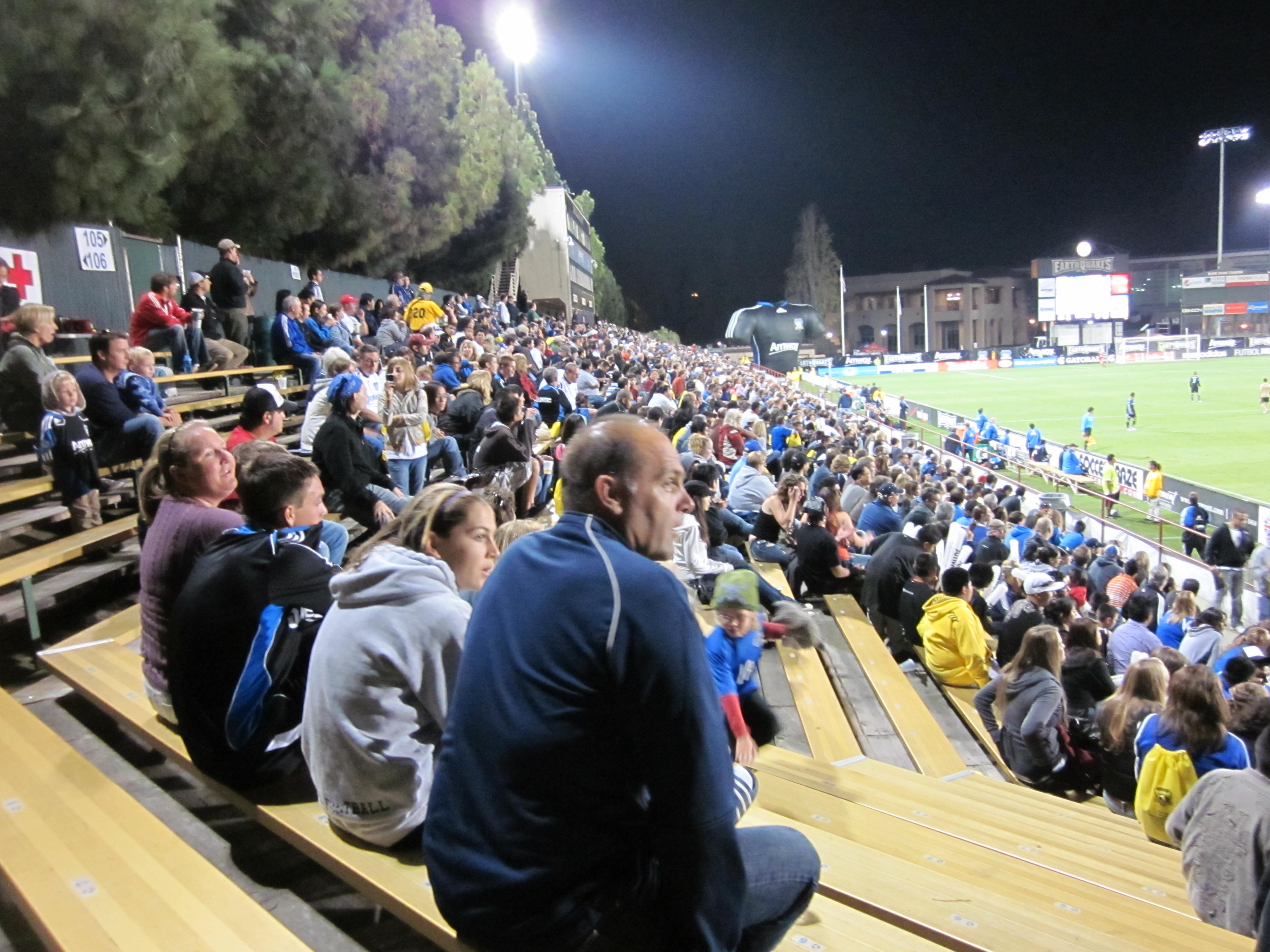

ورزشاه باک شاو (به انگلیسی: Buck Shaw Stadium) با ظرفیت ۱۰٬۳۰۰ نفر در شهر سانتا کلارا ایالت کالیفرنیا واقع شده‌است. ابعاد این ورزشگاه ۶۵ در ۱۰۵ متر است. در تاریخ ۱۹۶۲ تأسیس شد و دارای زمین چمن می‌باشد.